# Oratorio (edificio)

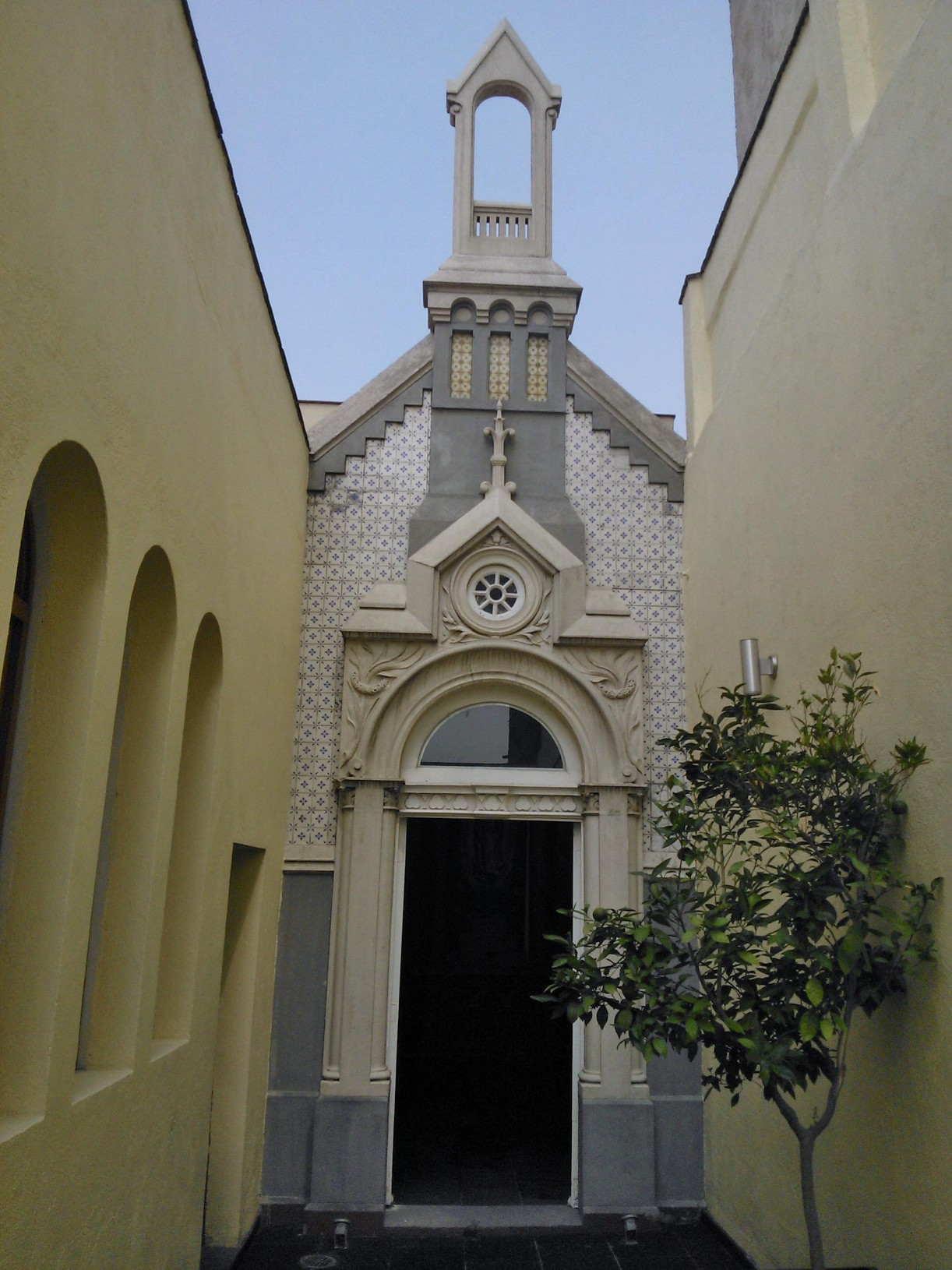
Oratorio de la Casa Tagle en el Centro histórico de la Ciudad de México.

Un oratorio, en la Iglesia católica, es un lugar destinado al culto divino, no erigido, en principio, para la utilidad de todos los fieles.
En un oratorio en sentido estricto, es decir, legítimamente constituido, pueden celebrarse misas; y ha de estar dedicado a la celebración de la misa y otras funciones sagradas.
Existen diversos tipos de oratorios:
- Oratorio público: han de ser erigidos por el obispo de la diócesis en beneficio de una comunidad o grupo de fieles que acudan allí, al cual también pueden tener acceso otros fieles, con el consentimiento del Superior competente.

- Oratorio semi-público: aquellos que han sido erigidos para la utilidad de alguna comunidad o reunión de fieles y no es libre a cualquiera acceder a ellos.

- Oratorio privado: dentro de este grupo están las capillas privadas. Son establecidos en casas particulares para su uso por parte de alguna familia o persona particular. Una capilla no es más que un lugar destinado a la oración y piedad doméstica. Los oratorios de obispos y cardenales tienen los privilegios de los oratorios semi-públicos.